# Philipp Gassert
Philipp Gassert (* 13. April 1965 in Wertheim) ist ein deutscher Historiker.

## Leben
Philipp Gassert wurde nach einem Studium der Geschichtswissenschaft 1996 an der Universität Heidelberg mit einer Arbeit über Amerika im Dritten Reich promoviert. Von 1994 bis 1999 war er Wissenschaftlicher Mitarbeiter am  Deutschen Historischen Institut in Washington, D.C.  Von 1998 bis 2004 war er Wissenschaftlicher Assistent am Historischen Seminar der Universität Heidelberg, wo er sich 2004 habilitierte. Von 2003 bis 2005 leitete er als Geschäftsführer das Heidelberg Center for American Studies. 2005/06 vertrat er den Lehrstuhl für Nordamerikanische Kulturgeschichte an der Ludwig-Maximilians-Universität München, 2006/07 ging er als „DAAD Professor für deutsche und europäische Geschichte“ an die University of Pennsylvania in Philadelphia. 2008/09 war er Stellvertretender Direktor des Deutschen Historischen Instituts in Washington. Von 2009 bis 2014 war Professor für die Geschichte des europäisch-transatlantischen Kulturraums an der Universität Augsburg. Seit 2014 ist er Inhaber des Lehrstuhls für Zeitgeschichte an der Universität Mannheim und Leiter der Forschungsstelle „Widerstand gegen den Nationalsozialismus im deutschen Südwesten“. Seit 2011 ist Gassert außerdem Mitglied des Vorstands und Geschäftsführer der Deutschen Gesellschaft für Amerikastudien. Er ist Mitglied des Beirats der Stiftung Bundespräsident-Theodor-Heuss-Haus.

## Wirken
Zu den Forschungsschwerpunkten Gasserts zählen die internationale Geschichte des 20. Jahrhunderts, insbesondere die transatlantischen Beziehungen, sowie die deutsche und europäische Zeitgeschichte seit 1933. Gegenwärtige Forschungsprojekte beschäftigen sich mit der Geschichte des europäischen Antiamerikanismus, der (Kultur-)Geschichte des „Zweiten Kalten Krieges“ der 1970/80er Jahre, der Kulturgeschichte der Nachrichtendienste und der Geschichte des politischen Protests seit 1945. Aufgrund seiner Forschungen zu den wechselseitigen Vorurteilen im transatlantischen Verhältnis lehrte er 2014 als Sir Peter Ustinov Gastprofessor der Stadt und der Universität Wien. In Augsburg engagiert sich Gassert für den Denkort Halle 116 in der ehemaligen Sheridan-Kaserne, ein Gedenkstättenprojekt zu Krieg und Frieden im 20. Jahrhundert und zur amerikanischen Militärpräsenz in Deutschland.

## Schriften (Auswahl)
Monografien
- Amerika im Dritten Reich. Ideologie, Propaganda und Volksmeinung 1933–1945 (= Transatlantische historische Studien. 7). Franz Steiner, Stuttgart 1997, ISBN 3-515-07104-0 (Zugleich: Heidelberg, Universität, Dissertation, 1996).[1]
- Kurt Georg Kiesinger. 1904–1988. Kanzler zwischen den Zeiten. DVA, München 2006, ISBN 3-421-05824-5.
- mit Mark Häberlein und Michael Wala: Kleine Geschichte der USA. Reclam, Stuttgart 2007, ISBN 978-3-15-010629-7.
- Bewegte Gesellschaft. Deutsche Protestgeschichte seit 1945, Kohlhammer, Stuttgart 2018, ISBN 978-3-17-029270-3.
- 11. September 2001. 100 Seiten. Reclam, Ditzingen 2021, ISBN 978-3-15-020579-2.

Sammelbände
- mit Pavel A. Richter: 1968 in West Germany. A Guide to Sources and Literature of the Extra-Parliamentarian Opposition (= German Historical Institute. Reference Guide. 9, ZDB-ID 2396924-6). German Historical Institute, Washington DC 1998.
- mit Carole Fink und Detlef Junker: 1968: The World Transformed. Cambridge University Press u. a., Cambridge u. a. 1998, ISBN 0-521-64141-1.
- mit Christof Mauch: Mrs. President. Von Martha Washington bis Hillary Clinton. Deutsche Verlagsanstalt, Stuttgart u. a. 2000, ISBN 3-421-05297-2 (In tschechischer Sprache: První dámy Ameriky. Od Marthy Washingtonové po Hillary Clintonovou. Brána, Prag 2001, ISBN 80-7243-133-1; in estnischer Sprache: Mrs. President. Martha Washingtonist Hillary Clintonini. Huma, Tallinn 2002).
- mit Daniel S. Mattern: The Hitler Library. A Bibliography (= Bibliographies and Indexes in World History. 52). Greenwood Press, Westport CT u. a. 2001, ISBN 0-313-31495-0.
- Die USA und Deutschland im Zeitalter des Kalten Krieges 1945–1990. Ein Handbuch. Herausgegeben von Detlef Junker, in Verbindung mit Philipp Gassert, Wilfried Mausbach und David B. Morris. 2 Bände. Bd. 1: 1945–1968. Bd. 2: 1968–1990. Deutsche Verlags-Anstalt, Stuttgart u. a. 2001, ISBN 3-421-05299-9 (In englischer Sprache: The United States and Germany in the Era of the Cold War, 1945–1990. A Handbook. Cambridge University Press u. a., Cambridge u. a. 2004, ISBN 0-521-83731-6).
- mit Jörg Baberowski, Eckart Conze und Martin Sabrow: Geschichte ist immer Gegenwart. Vier Thesen zur Zeitgeschichte. DVA, Stuttgart u. a. 2001, ISBN 3-421-05564-5.
- mit Manfred Berg: Deutschland und die USA in der Internationalen Geschichte des 20. Jahrhunderts. Festschrift für Detlef Junker (= Transatlantische historische Studien. 18 (i. e. 19)). Franz Steiner, Stuttgart 2004, ISBN 3-515-08454-1.
- mit Günter Buchstab und Peter Thaddäus Lang: Kurt Georg Kiesinger. 1904–1988. Von Ebingen ins Kanzleramt. Herausgegeben für die Konrad-Adenauer-Stiftung. Herder, Freiburg (Breisgau) u. a. 2005, ISBN 3-451-23006-2.
- mit Alan E. Steinweis: Coping with the Nazi Past. West German Debates on Nazism and Generational Conflict, 1955–1975 (= Studies in German History. 2). Berghahn, New York NY u. a. 2006, ISBN 1-84545-086-8 (Auch: ebenda 2007, ISBN 978-1-84545-506-4).
- mit Detlef Junker, Wilfried Mausbach und Martin Thunert: Was Amerika ausmacht. Multidisziplinäre Perspektiven. Franz Steiner, Stuttgart 2009, ISBN 978-3-515-09396-5.
- mit Günther Kronenbitter, Stefan Paulus und Wolfgang E. J. Weber: Augsburg und Amerika. Aneignungen und globale Verflechtungen in einer Stadt (= Documenta Augustana. 24). Wißner, Augsburg 2013, ISBN 978-3-89639-967-0.
- mit Hans Jörg Hennecke: Koalitionen in der Bundesrepublik. Bildung, Management und Krisen von Adenauer bis Merkel. Schöningh, Paderborn 2017, ISBN 978-3-506-78524-4.
- mit Hermann Wentker und Tim Geiger: The INF Treaty of 1987. A Reappraisal. Vandenhoeck & Ruprecht, Göttingen 2020, ISBN 978-3-525-35217-5 (als Volltext online verfügbar).